# Четирима полицаи
„Четирима полицаи“ е концепция за следвоенния международен ред, предложена от американския президент Франклин Делано Рузвелт в началото на Втората световна война.
Според предложението на Рузвелт, след края на войната четирите главни държави сред Съюзниците – Съединените щати, Великобритания, Съветският съюз и Китай – трябва да обединят усилията си за налагане на световен мир, включително със сила. За тази цел всички останали държави трябва да бъдат до голяма степен демилитаризирани. Тази идея предизвиква множество критики и отпада при създаването на Организацията на обединените нации през 1945 година. Остатък от нея е статутът на постоянни членове на Съвета за сигурност, който получават четирите държави, към които е добавена и Франция.